# Valentin Krempl
Valentin Krempl, född 15 april 1904, död 1944, var en tysk bobåkare.
Krempl blev olympisk bronsmedaljör i femmansbob vid vinterspelen 1928 i Sankt Moritz.